# Test Dix-Hallpike’a
Test Dix-Hallpike’a (test Nyléna-Bárány'ego) – badanie diagnostyczne z grupy testów obrotowych stosowane do oceny czynności błędnika i identyfikacji łagodnych napadowych zawrotów głowy (BPPV).

## Procedura
Podczas wykonywania testu Test Dix-Hallpike'a pacjenci są szybko opuszczani do pozycji leżącej (leżącej poziomo z twarzą i tułowiem skierowanymi do góry) z szyją wyciągniętą 30 stopni poniżej poziomu przez lekarza wykonującego manewr.
Badający szuka oczopląsu (zwykle towarzyszą mu zawroty głowy). Gdy pacjent wraca do pozycji wyprostowanej, oczopląs przejściowy może wystąpić w przeciwnym kierunku. Zarówno oczopląs, jak i zawroty głowy zwykle zmniejszają się przy powtórnych testach.
Chociaż istnieją alternatywne metody przeprowadzania testu, Cohen proponuje zalety klasycznego manewru. Test może być łatwo przeprowadzony przez jednego badającego, co zapobiega konieczności pomocy z zewnątrz. Ze względu na pozycję badanego i badającego oczopląs, jeśli występuje, może być obserwowany bezpośrednio przez badającego.